# بول ألكسندر (محامي)
بول ريتشارد ألكسندر (30 يناير 1946 - 11 مارس 2024)، محامي وكاتب أمريكي وأحد الناجين من شلل الأطفال. اشتهر بكونه واحدًا من الأفراد القلائل المتبقين الذين يعتمدون على الرئة الحديدية للبقاء على قيد الحياة وذلك بعد إصابته بشلل الأطفال في سن السادسة عام 1952. حصل ألكسندر على درجة البكالوريوس ودكتوراه في القانون من جامعة تكساس في أوستن. نشر مذكراته بنفسه في عام 2020.

## حياته
أصيب الإسكندر بشلل الأطفال عندما كان في السادسة من عمره، وأصيب بالشلل مدى الحياة، ولم يكن قادرًا إلا على تحريك رأسه ورقبته وفمه.
أثناء تفشي مرض شلل الأطفال على نطاق واسع في الولايات المتحدة في أوائل الخمسينيات من القرن الماضي نقل مئات الأطفال حول دالاس، تكساس، بما في ذلك ألكسندر، إلى مستشفى باركلاند، وهناك عولج الأطفال في جناح الرئتين الحديديتين، وكاد أن يموت في المستشفى قبل أن يلاحظ الطبيب أنه لا يتنفس ويدخله في رئة حديدية.
ابتداءً من عام 1954، بمساعدة منظمى مارش أوف دايمز وأخصائية العلاج الطبيعي السيدة سوليفان، علم ألكساندر نفسه التنفس اللساني البلعومي مما سمح له بمغادرة الرئة الحديدية لفترات زمنية متزايدة تدريجيًا.
كان ألكساندر واحدًا من أوائل الطلاب الذين تعلموا في المنزل في منطقة مدارس دالاس المستقلة، إذ تعلم الحفظ بدلاً من تدوين الملاحظات، وتخرج في المركز الثاني على فصله من مدرسة دبليو دبليو سامويل الثانوية في عام 1967 في عمر 21 عامًا، ليصبح أول شخص يتخرج من مدرسة دالاس الثانوية دون حضور الفصل الدراسي فعليًا.
دخل إسكندر موسوعة غينيس للأرقام القياسية باعتباره الشخص الذي أمضى أطول فترة من الوقت في العيش في رئة حديدية.
توفي ألكسندر بسبب العدوى في 11 مارس 2024 عن عمر ناهز الثامنة والسبعين، وهو (بالإضافة إلى مارثا ليلارد التي دخلت الرئة الحديدية لأول مرة في عام 1953) أحد آخر شخصين لا يزالان يستخدمان الرئة الحديدية.